# داوید دیویس (بازیکن هندبال)
داوید دیویس (اسپانیایی: David Davis‎؛ زادهٔ ۲۵ اکتبر ۱۹۷۶) بازیکن سابق و مربی هندبال اهل اسپانیا است.